# Aleksandr Sidorienko
Aleksandr Wasiljewicz Sidorienko (ros. Александр Васильевич Сидоренко, ur. 19 października 1917 we wsi Nowonikołajewka w guberni jekaterynosławskiej (obecnie w obwodzie ługańskim), zm. 23 marca 1982 w Algierze) – radziecki geolog i polityk.

## Życiorys
Urodzony w rosyjskiej rodzinie chłopskiej, w latach 1934-1939 studiował na Woroneskim Uniwersytecie Państwowym, gdzie później pracował jako laborant i asystent, między 1941 a 1943 służył w Armii Czerwonej. Od marca 1942 w WKP(b), w latach 1943-1944 starszy pracownik naukowy, a w latach 1944-1949 kierownik wydziału Turkmeńskiej Filii Akademii Nauk ZSRR, między 1949 a 1950 starszy pracownik naukowy Instytutu Nauk Geologicznych Akademii Nauk ZSRR w Moskwie. W latach 1950–1961 zastępca przewodniczącego i przewodniczący Prezydium Kolskiej Filii Akademii Nauk ZSRR, później (1961-1962) zastępca przewodniczącego Państwowego Komitetu Rady Ministrów RFSRR ds. Koordynacji Prac Naukowo-Badawczych. Od lutego 1962 do marca 1963 minister geologii i ochrony bogactw naturalnych ZSRR, od marca 1963 do października 1965 przewodniczący Państwowego Komitetu Geologicznego ZSRR, od października 1965 do stycznia 1976 minister geologii ZSRR, od grudnia 1975 wiceprezydent Akademii Nauk ZSRR - przewodniczący Sekcji Nauk o Ziemi Akademii Nauk ZSRR, jednocześnie od 1976 dyrektor laboratorium skał osadowych Akademii Nauk ZSRR. W 1966 został akademikiem Akademii Nauk ZSRR. Od 1979 dyrektor Instytutu Litosfery Akademii Nauk ZSRR. Od 8 kwietnia 1966 do 24 lutego 1976 zastępca członka KC KPZR. Deputowany do Rady Najwyższej ZSRR od VII do X kadencji. Zginął w katastrofie lotniczej w Algierii. Został pochowany na Cmentarzu Nowodziewiczym.

## Odznaczenia i nagrody
- Order Lenina (trzykrotnie)
- Order Czerwonego Sztandaru Pracy
- Order Czerwonej Gwiazdy
- Nagroda Leninowska (1966)